# Экстайн, Гарри
Гарри Экстайн — американский политолог. Он был одним из самых известных представителей сравнительной политологии в XX веке.
В 1936 году двенадцатилетний Экстайн эмигрировал в США в составе группы из 500 детей и подростков, прошедших тест на интеллект. За исключением его сестры Лизы, которая позже эмигрировала в Соединённые Штаты, в силу еврейского происхождения его семья была депортирована и погибла в нацистских концентрационных лагерях.
Экстайн провёл свою юность в Колумбусе, штат Огайо. Он получил стипендию в Гарвардском университете, где получил степень бакалавра в 1948 году и степень магистра в 1950 году. В 1953 году он получил степень доктора философии. Во время Второй мировой войны он прервал учёбу и служил в армии.
С 1969 по 1980 год Экстайн был профессором международных исследований в Принстонском университете, с 1980 по 1999 год — профессором политических наук в Калифорнийском университете в Ирвайне. В 1970 году он был избран в Американскую академию искусств и наук. С 1981 по 1982 год он был вице-президентом Американской ассоциации политических наук.
Экштейн жил в округе Ориндж, штат Калифорния и умер там 22 июня 1999 года в возрасте 75 лет. Он был женат пять раз; его первые четыре брака закончились разводом. Его единственный ребёнок Джонатан Экстайн — профессор менеджмента и информационных систем в Ратгерском университете.

## Публикации (выборочно)
- The English Health Service: Its Origins, Structure, and Achievements, 1964
- Comparative Politics a Reader, 1964
- A theory of stable democracy, 1965
- Pressure Group Politics: The Case of the British Medical Association, 1967
- Evaluation of Political Performance: Problems and Dimensions, 1971
- The natural history of congruence theory, 1980
- Internal War: Problems and Approaches, 1980
- Regarding Politics: Essays on Political Theory, Stability, and Change, 1991.